# Lepraria umbricola
Lepraria umbricola är en lavart som beskrevs av Tor Tønsberg. Lepraria umbricola ingår i släktet Lepraria, och familjen Stereocaulaceae. Arten är reproducerande i Sverige.